# 城戸謙憲
城戸 謙憲（きど かねのり、1961年＜昭和36年＞12月 - ）は、日本の防衛官僚。

## 人物
福岡県出身。福岡県立小倉高等学校を経て、九州大学法学部卒業。

## 略歴
出典:
- 1986年：防衛庁入庁　長官官房総務課
- 人事局人事第二課調整主任
- 1991年4月：人事局人事第二課部員
- 運輸省出向
- 1995年7月：装備局通信課部員
- 防衛局運用課国際協力室部員
- 1996年11月：長官官房総務課部員
- 1997年：運用局訓練課部員
- 人事局人事第二課総括班長
- 2000年：装備局管理課部員
- 2002年：防衛局調査課情報保全企画室長
- 2005年：情報本部画像・地理部
- 2006年：経理装備局システム装備課長
- 2006年：人事教育局人材育成課長
- 2009年：内閣官房内閣参事官
- 2011年：装備施設本部総務課長
- 2012年：国土交通省海上保安庁海上情報部企画課長
- 2014年：防衛研究所企画部長
- 2016年：近畿中部防衛局次長
- 2019年：防衛大学校総務部長
- 2020年：防衛監察本部副監察監
- 2021年：退職